# Instituto Ucraniano de Memoria Nacional
Instituto Ucraniano de Memoria Nacional (en ucraniano: Український інститут національної пам'яті, UINM), es el órgano ejecutivo central que opera bajo el Gabinete de Ministros de Ucrania. Establecido el 31 de mayo de 2006 como órgano especial para la restauración y preservación de la memoria nacional del pueblo ucraniano. De 2006 a 2010 fue una institución gubernamental central con un estatus especial, mientras que desde 2010 a 2014 fue una institución de investigación.
El 9 de diciembre de 2010, el UINR fue descontinuado por un decreto emitido por Viktor Yanukovych y el mismo día el Gabinete de Ministros de Ucrania creó el Instituto de Recuerdo Nacional de Ucrania como una institución de investigación en su lugar, dentro de la jurisdicción del Gabinete de Ministros de Ucrania.

## Directores
- Ihor Yukhnovskyi, desde el 22 de mayo de 2006.[1]
- Valeriy Soldatenko, desde el 19 de julio del 2010
- Volodymyr Viatrovych desde el 25 de marzo del 2014.[2]
- Anton Drobovych desde el 4 de diciembre del 2019.[3][4]

## Descomunización de Ucrania
En mayo de 2015, el presidente Poroshenko firmó las cuatro leyes relativas a la Descomunización en Ucrania. El director del Instituto, Volodymyr Viatrovych, participó en la redacción de dos de estas leyes. Las condenas penales impuestas por estos hechos y su redacción fueron objeto de críticas dentro y fuera del país.
La ley "Sobre el acceso a los archivos de los cuerpos represivos del régimen totalitario comunista desde 1917-1991" colocó los archivos estatales sobre la represión durante el período soviético bajo la jurisdicción del Instituto de la Memoria Nacional de Ucrania.